# Аркус-Дунтов, Зора
Захарий Аркус Дунтов (25 декабря 1909 — 21 апреля 1996) — американский инженер еврейского происхождения, работа которого над Chevrolet Corvette подарила ему прозвище «Отца Корвета», хотя эта заслуга принадлежит Харли Эрлу. Захарий Аркус Дунтов также был успешным гонщиком, завоевав классовые победы в 1954 и 1955 годах на «24 часа Ле Мана».

## Ранние годы
Захарий Аркус родился в Бельгии, 25 декабря 1909 года, в еврейской семье из России. Отец был горным инженером, а мать — студенткой-медиком в Брюсселе. После возвращения на родину, в Ленинград, родители Захария развелись. Новый супруг его матери, Иосиф Дунтов, тоже горный инженер, переехал в дом. Даже после развода отец Дунтова продолжал жить с семьёй, и из уважения к обоим мужчинам Захарий и его брат Юрий приняли фамилию Аркус Дунтов. По слухам Захарию во время пребывания в Ленинграде удалось поступить в Ленинградский политехнический университет благодаря подделке даты рождения в документах, «повзрослев» таким образом на один год и став 17-летним. Другая легенда гласит, что у юного Захария даже какое-то время был револьвер, которым он пользовался, дабы надавливать на врачей для своей матери. Тем не менее подобные мифы и легенды не имеют серьёзного подтверждения в открытых источниках и крайне сомнительны в целом.
В 1927 году семья Захария Дунтова переехала в Берлин. Вскоре детское стремление Захария стать водителем трамвая заменили мотоциклы, а затем и автомобили. Его первым моторизованным транспортным средством стал мотоцикл объёмом 350 кубических сантиметров, на котором он ездил на близлежащих гоночных трассах, а также по улицам Берлина. Когда его родители, опасаясь за его безопасность, настояли, чтобы он обменял мотоцикл на машину, Дунтов купил гоночный автомобиль, который представлял собой хитроумную, подобную мотоциклу, конструкцию с надписью «Боб» от недолговечного одноимённого производителя. «Боб» был создан для гонок по овальной трассе. У него были слабые задние тормоза, передние отсутствовали вовсе. В 1934 году Дунтов окончил Шарлоттенбургский технологический университет (известный сегодня как Берлинский технический университет). Он также начал публиковать инженерные работы в немецком автомобильном издании Auto Motor und Sport. Позже в Париже он встретил Эльфи Вольф, уроженку Германии, которая танцевала в Фоли-Бержер.
С началом антиеврейской риторики Захарий с возлюбленной переехали в Париж, где в 1939 году поженились. После начала второй мировой войны братья Аркус Дунтовы поступили во французские ВВС. Несмотря на спешное поражение Франции, Захарию чудом удалось получить испанские выездные визы для себя, брата, семьи и Эльфи, которая в то время ещё жила в Париже. По легендам, Эльфи Вольф на её MG удалось опередить немецкую военную колонну и вовремя достичь Бордо, где её ждал Аркус Дунтов с семьёй. Тем временем Захарий и Юрий прятались в борделе. Пять дней спустя Эльфи встретилась с Дунтовым и его семьёй, после чего уже в Португалии они поднялись на борт корабля, направлявшегося в Нью-Йорк. Как позже будет рассказывать сам Захарий Аркус Дунтов, ему удалось попасть в США по некоему списку особых лиц, о котором он сам, по его словам, ничего не знал.

## Ardun и Allrad
Поселившись в Манхэттене, два брата создали общую компанию Ardun (производную от Аркуса и Дунтова), которая выполняла оборонные заказы и производила алюминиевые верхнеклапанные головки цилиндров, а также полусферические головки камеры сгорания для «плоского» (Flathead) двигателя Ford V8. Целью этой конструкции (которая уже была распространена на рядных 6-цилиндровых двигателях той эпохи) было устранение постоянного перегрева узла клапана в блоке. Плоская головка «соединяла» два центральных выпускных отверстия в одну трубу, пропуская горячие газы между двумя цилиндрами (массивная передача тепла охлаждающей жидкости, которой не было в конструкциях верхних клапанов). Головки Ardun (разработанные с верхними клапанами и не вызывающие проблем с перегревом) позволили значительно увеличить мощность двигателя Ford V8: на выходе более чем до 300 л. с. (220 кВт) Ardun вырос в инжиниринговую компанию из 300 человек с именем, почитаемым как Offenhauser (поставщик моторов для Indy 500). Однако, позже компания обанкротилась. Это произошло после некоторых сомнительных финансовых решений партнёра, которого приняли братья Аркус Дунтов.
После неудачи пройти квалификацию для гонки Indianapolis 500 в 1946 и 1947 году на Talbot-Lago брат Юрий ушёл в фондовую биржу, а Захарий уехал в Англию.
Там Захарий (Zora) Дунтов был нанят небольшой британской компанией Allrad, как конструктор, механик и испытатель. Его целью стало усовершенствование и подготовка автомобилей компании к гонке «24 часа Ле Мана». Примечательно, что на некоторых из них стояли фордовские V8, на которых Дунтов применил в числе прочего свои старые наработки. Владельцы и одновременно гонщики Allrad Сидни и Элеанора Оларды заметили наработки инженера. В 1952-53 годах Захарий Дунтов выступал гонщиком «Ле Мана» на моделях Allard J2X Le Mans и Allard JR. В те же годы на машинах Allrad выступал Кэрол Шелби. Вскоре Дунтову предложили перейти в команду Порше. На Porsche 550 RS Spyder Зора Аркус стал лидером классов в 1954—1955 годах.

## Новое начало в General Motors

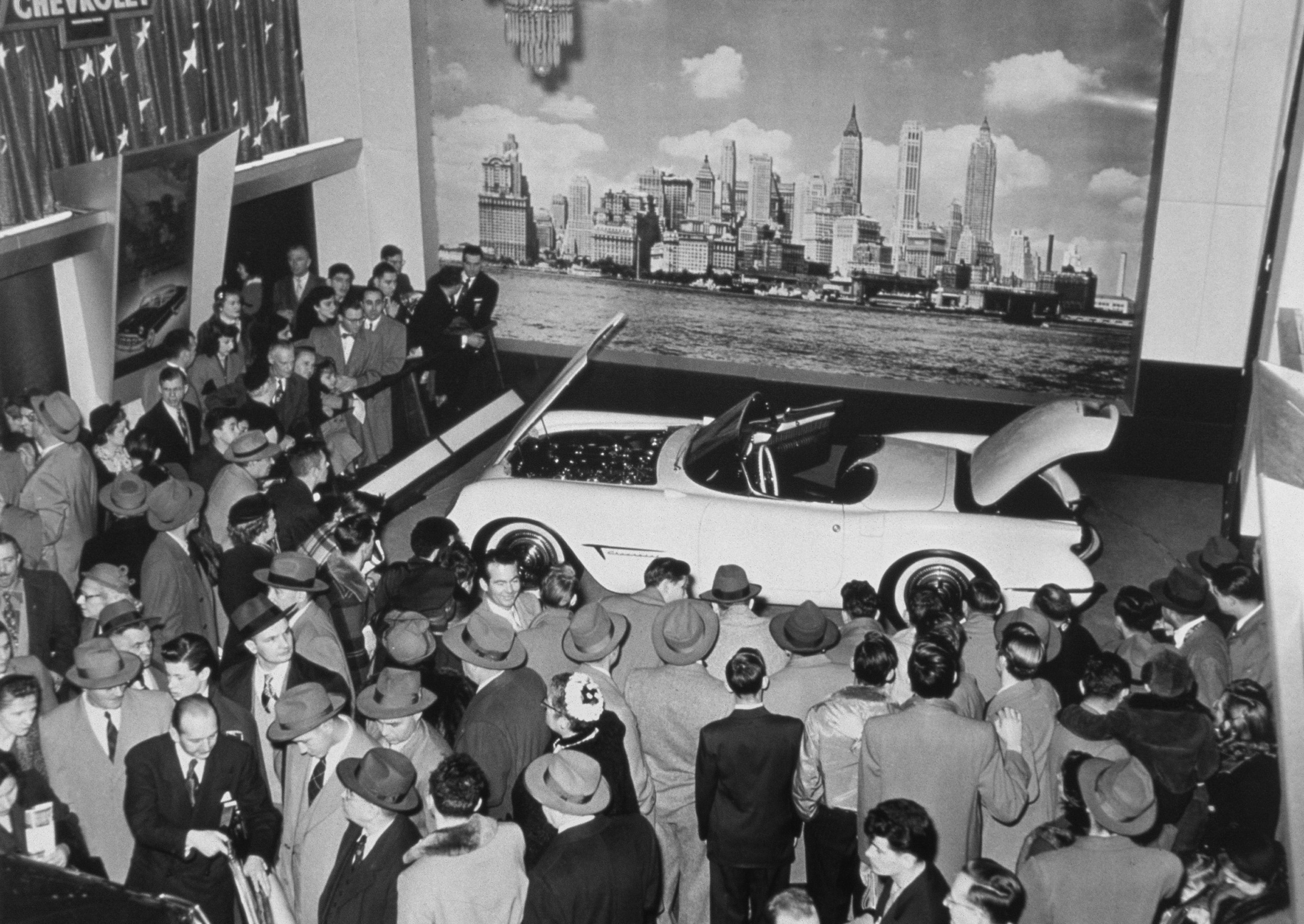
Corvette на выставке Motorama, 1953 год

Послевоенную ситуацию с автопромом в Америке иногда называют «застоем» по дизайнерским и техническим соображениям. Рост популярности в США европейских спортивных автомобилей побудил ведущего дизайнера General Motors Харли Эрла изменить ситуацию. В 1953 году на выставке Motorama display публике был показан первый концепт его Chevrolet Corvette, по мнению некоторых, первый американский спорткар. Примечательным в его конструкции был стеклопластиковый корпус, который одни называют успешным инженерным решением, а другие - попыткой подстроиться под квоты на железо из-за войны в Корее. Тем не менее это был новый материал, революционный в первую очередь из-за своей в своей лёгкости и возможности создавать гораздо больше необычных форм кузова. Первоначальная восторженная реакция публики побудила руководство GM запустить автомобиль в массовое производство почти без изменений концепт-кара, начав продажи серией из 300 автомобилей с 30 июня того же года. Однако, за весь 1953 год из 300 автомобилей продать удалось лишь 180. Одной из проблем был слабый двигатель, выдававший максимум 170 км/ч, в то время как старый и относительно популярный на рынке Jaguar XK120 гнал на все 190км/ч. По утверждению некоторых, конструкция мотора «Корвета» и вовсе была взята из 20-х годов. Будущее спорткара «Шевроле» спасли два фактора: возникшая конкуренция с Ford, выпустившим Thunderbird, и Захарий Аркус Дунтов. Посетив выставку Motorama, Дунтов отметил дизайн автомобиля похвалой, однако, как и многие, был расстроен слабостью мотора. В письме на General Motors он описал обнаруженные технические проблемы и пути их решения, приложил дополнительную документацию. Вскоре его пригласили на собеседование в Детройт. Уже 1 мая 1953 Захарий Дунтов стал помощником инженера в Chevrolet.
Первыми улучшениями, спасшими не только модель С1, но и весь Корвет, стали новая, уже 3-х ступенчатая, автоматическая коробка передач и собственный двигатель Chevrolet V8. Вариант доступный с 1955 года был мощнее старого Blue Flame I6 на 40 л. с. и ускорял разгон до сотни на 1,5 секунды. В следующем, 1956 году, мощность и вовсе достигла 240 л. с., что было ещё на 50 л. с. больше прошлогоднего предшественника.
С 1955 года начался постепенный рост продаж Корветов. Спрос рос, чему способствовали 2 рестайлинга модели (в 1958 и 1961 годах) и, особенно, победы в соревнованиях. Сам Аркус-Дунтов так же зачастую выступал как гонщик. Ещё в 1956 году в качестве рекламы первого двигателя V8 от Chevrolet (как часть популярной рекламной идеи «Race on Sunday to sell on Monday») Дунтов побил рекорд подъёма на пик Пайка (Pike’s Peak) на предсерийной 4-х дверной Chevrolet Bel Air. Не будучи в восторге от этого результата, в том же году он взял Corvette на Daytona Beach и побил рекорд скорости в 150 миль в час (240 км/ч). Это был абсолютный рекорд среди всех американских автомобилей того времени. Среди прочего, Аркусу Дунтову приписывают также внедрение дисковых тормозов на все колёса серийного американского автомобиля.

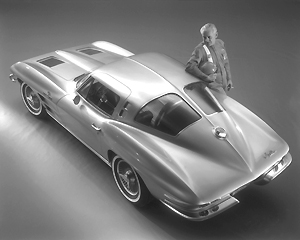
Corvette Sting Ray с «хвостом» на заднем стекле, из-за которого возник спор.

Известна легенда об отношениях Дунтова с главным дизайнером Chevrolet Билом Митчелом. Нередко Митчел сам финансировал свои спортивные проекты. Бдучи ярым любителем рыбалки, Бил стремился воплотить в автомобилях Corvette морские мотивы: заострённый «акулий нос» и «хвост ската».. По слухам, у него в кабинете было даже чучело выловленной им акулы-мако, под цвет которой он надеялся красить новые модели. Конфликт между главным дизайнером и инженером возник на фоне «хвоста ската» на новой модели C2 «Sting Ray», который по утверждению Захария Дунтова мешал заднему обзору. Также вытянутый капот, по заверениям инженера, мешал обзору дороги. Рассудили спор покупатели, снимавшие декоративную деталь, и устанавливавшие на её место моностекло. В итоге машины «с хвостом» были сняты с производства (как было объявлено, из соображений безопасности), составив менее трети всех продаж.

## Проект Super Sport и «джентльменское соглашение»
1956 год стал годом рождения первого спортивного Корвета. Разработанные и сконструированные Дунтовым в количестве около 3 экземпляров проекты SR1 и SR2 приятно удивили Харли Эрла, из-за чего в следующем 1957 году предложение Дунтова об основании гоночной команды Корвет было принято с повышением его в должности до директора отдела высокомощных автомобилей. Новым проектом Дунтова стал Corvette Super Sport (SS) с магниевым корпусом для участия в гонке «24 часа Ле-Мана». Для предварительного тестирования машины был выбран американский аналог, «12 часов Себринга». Сложность состояла в сроках, так как до ежегодного «Себринга» оставалось всего 6 месяцев. По слухам, чтобы успеть Дунтов скопировал раму для нового Корвета у Mercedes 300SLR. Чтобы проверить совместную работу всех компонентов Дунтов разработал тестовый автомобиль SS Mul (мул). Показанные результаты были позитивными, у команды возникла уверенность в победе. Позже «Мул» ещё не раз доказывал свою полезность во время разработки и тестов новых, улучшенных версий. Однако времени на полное тестирование гоночного Корвета не хватило. Поэтому, прибыв в Себринг и присоединившись к основной команде Корвета, пилот SS Джон Фитч всё ещё не мог разобраться с проблемой блокировки тормозов. Начало гонки выглядело позитивным для SS, однако проблема с тормозами лишь усилилась. К концу третьего круга пилот уже не мог контролировать передний мост своей машины. После короткой замены шин Фитч продолжил гонку, однако уже на 23-м круге Corvette SS был вынужден покинуть трассу из-за подвески и других механических проблем. Несмотря на то, что победить SS не удалось, новая разработка Корвета привлекла к себе много внимания публики, в том числе установкой нового рекорда круга. Но Chevrolet стало ясно, что с Ле Маном придётся подождать.
Вскоре после гонки в Себринге ситуация для Дунтова и всего его подразделения усложнилась. После аварии на гонке в Ле Мане в 1955, унёсшей жизни 83 человек, отношение к автогонкам сильно изменилось. Многочисленные протесты заставили многие компании выйти из гонок, организаторов пересмотреть правила безопасности, а Mercedes, которого обвинили в аварии и вовсе принять решение отказаться от участия в автогонках вплоть до 70-х. Недовольство постепенно росло и в Америке, из-за чего American Automobile Manufacturers Association (AAMA)) выпустила рекомендацию об отказе об участии в гонках. Тем не менее, несколько аварий в следующую пару лет и, по неподтверждённым данным, вмешательство правительства США привели к подписанию «Джентльменского соглашения» 1957 года. Присоединившись к AAMA, GM, Ford и Chrysler отказывались от организованных автогонок и автоспорта любого рода, что привело к прекращению всей явной поддержки гонок в Chevrolet. При этом разработку спортивных автомобилей не прекратил почти никто из автопроизводителей. Многие нашли лазейки: от учреждения сторонних инжиниринговых компаний (SEDCO Co.), выпускавших инструкции по улучшению серийных автомобилей с детальным указанием номеров запчастей автопроизводителя и пошаговой инструкцией вплоть до поддержки «‘энтузиастами» отдельных гонщиков, а также производства «особо прочных/долгослужащих деталей», идеально подходивших для превращения серийных автомобилей в спортивные (Pontiac). Остановить новое соглашение не могло и Аркуса Дунтова. По его настоянию, гонщик Бриггс Каннингем в течение 24 часов Ле-Мана сменил три основных Корвета, каждый из которых был оснащён инновационным 283-сильным инжекторным двигателем V8. Несмотря на 10-е место, важно отметить, что победителями стали непобедимые Ferrari (6 мест), Aston Martin (2 места) и Porsche (1 место), у которых не было официальных ограничений на разработку.
В 1962 году GM Corporate под серьёзным давлением со стороны правительства США приняла решение прекратить поддержку автоспорта. Это был точно такой же договор, как AMA, заключённый в 1957 году, однако теперь GM сделал политику обязательной для своих брендов. Причиной послужило то, что к 1961 году около 53 % всего авторынка США принадлежало General Motors, что сильно заинтересовало Министерство Юстиции. В случае роста рынка компании до 60 % антимонопольное ведомство пообещало закрыть General Motors. Опасаясь этого, руководство надеялось сократить доходы от автогонок. Эти обстоятельства отбросили запуск Корвета со средним расположением двигателя на 60 лет.

## Образование Grand Sport

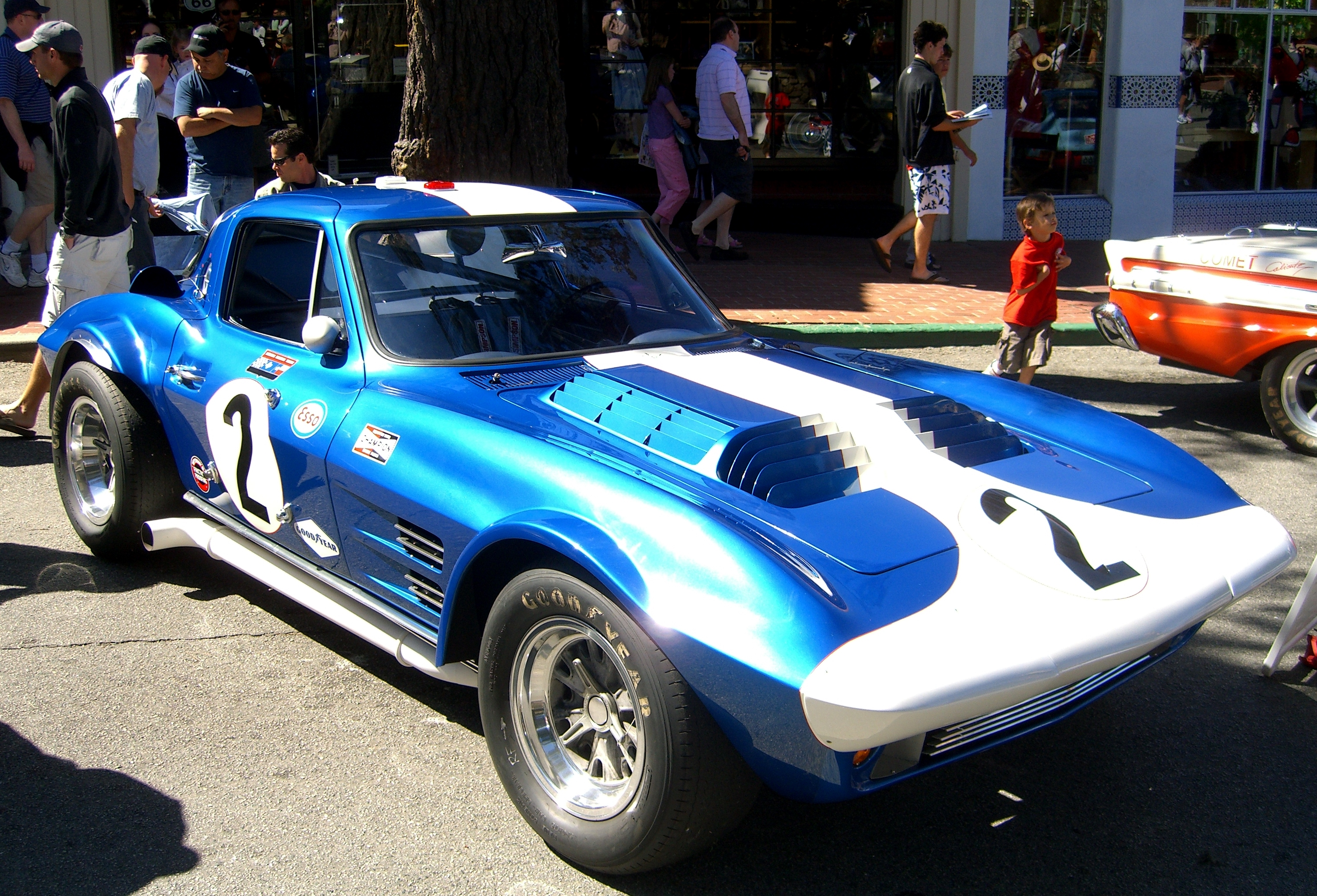
Chevrolet Corvette Grand Sport 1963

В 1962 году Ford официально вышел из «Джентельменского соглашения», проведя рекламную программу «Total Performance» с новой Коброй Кэрола Шелби. Подаренный в том же году первому космонавту США Corvette и через год релиз С2 Stingrey с независимой подвеской уже не могли отменить факта, что Корвет перестал быть лидером в автоспорте. Поэтому сразу же после объявления войны Ford’ом новая программа Аркуса Дунтова Grand Sport была одобрена. Идея заключалась в том, чтобы создать специальный лёгкий Corvette весом всего 1800 фунтов и участвовать в гонках на международных трассах не только с Shelby Cobra и другими автомобилями класса GT, но и с гоночными прототипами Ferrari, Ford и Porsche. Победу должны были принести алюминиевая версия «маленького блока» V8, снабжённая специальными свечами зажигания. Новое трубчатое шасси было сделано короче, все кузовные панели были сделаны из тонкого слоя углепластика, а дверные алюминиевые ручки взяты от старого пикапа Chevrolet. Внимание уделили и аэродинамике. Ручки дверей были облегчены и утоплены в корпус, фары скрыты за прозрачным пластиком. Однако, возник эффект «крыла», из-за которого на высоких скоростях передний мост Corvette начинал отрываться от земли. Чтобы избавиться от парусности, по всему корпусу были добавлены вентиляционные отверстия: «жабры» на капоте, отверстия за передними и задними колёсами и даже множественные отверстия у фар. По условиям гонок FIA GT тех лет колёса должны были находиться «в корпусе», из-за чего колёсные арки были расширены, однако еле проходили по нормативам, так как в их функцию также было вложено отводить воздух из-под брюха машины, что придавало им особую форму. Дабы использовать встречный поток ещё эффективнее, возле заднего стекла находилось два воздухозаборника (по одному с каждого борта), охлаждавших тормоза. Также за задним стеклом был расположен воздухозаборник. Стёкла были облегчены за счёт использования авиационного органического стекла. Колёса также стали легче благодаря магниевому сплаву. Результатом всех трудов стало снижение массы с 1451 кг стандартной модели до 862 кг новой версии Grand Sport. Последовавшие за этим испытания в Себринге дали восхитительные результаты, которые достигли правления General Motors. Дунтову было приказано закрыть проект и уничтожить все автомобили, правление опасалось, что антимонопольное ведомство потребует разукрупнения компании. Дунтов согласился остановить работы, но три автомобиля передал техасскому магнату Джону Микому (John Mecom), а оставшиеся два спрятал в исследовательском гараже Chevrolet. Перед тем как отправить в Техас машины с номерами шасси #003 и #004, он передал их на испытание двум частным гонщикам: чикагскому дилеру Chevrolet Дику Доуну (Dick Doane) и Грэти Дэвису (Grady Davis) из Голдоил. Машины были вынуждены соревноваться в гонках серии ACC на не серийных автомобилях, из-за того, что было выпущено всего 5 экземпляров. Машина показала спорные результаты, однако после некоторых поправок и доработок заняла первое место в чемпионате ACC в 1963 году. За рулём шасси #004 тогда находился Дик Томпсон, заработавший прозвище «летающий дантист», из-за своей первоначальной работы. Победа в ACC стала известна начальству GM, которое попросило Дунтова вернуть все автомобили и не участвовать на них в гонках. Получив машины назад, Дунтов улучшил автомобили с шасси #003, #004 и #005, добавив вентиляционные отверстия и установив более широкие 9,5 дюймовые колёса. За счёт данных изменений сцепление с дорогой возросло, а боковое ускорение уменьшилось с 1,9G до оптимальных 1,1G. После всех внесённых изменений Аркус Дунтов решил отправить Grand Sport на соревнование с Shelby Cobra на чемпионате Nassau Trophy race (1954—1966) на Багамах. Официально все три улучшенные Grand Sport выступали от имени магната Джона Микома. Они опередили всех конкурентов с отрывом в 10 секунд. Cobra Шелби и даже Ferrari GTO остались позади. Однако это был ещё не конец. Взяв неулучшенные ранее шасси #001 и #002, Дунтов снёс им крыши, сделав родстерами для улучшения аэродинамики, и готовился отправить их на гонку в Дайтоне. Но General Motors заключила договор с Дунтовым о прекращении каких либо гонок, так как риски раздела компании достигли максимального уровня. Все 5 машин были розданы частным лицам и уже не могли продолжать конкурентную борьбу из-за остановки конструкторских работ. В 2009 году последнее уцелевшее шасси #002 было продано с аукциона за 4.9 миллионов долларов.
Печальный конец Grand Sport не остановил Дунтова и уже в 1964 году он начал работу над новым проектом CERV II (Chevrolet Engineering Research Vehicle II), который должен был вырвать первенство Chevrolet на долгие годы вперёд. Тем не менее идея заднемоторного Корвета так и не была одобрена руководством, несмотря на многие последующие попытки, вплоть до анонса в 2019 году выхода первого заднемоторного Corvette под номером C8. На предсерийной закамуфлированной версии наблюдатели заметили портреты предположительно Зоры Аркуса Дунтова.

## Отставка
Аркус Дунтов ушёл в отставку в 1975 году, передав команду Дэйву Маклеллану. Тем не менее, даже в 81 год Аркус Дунтов не оставил своего увлечения Корветом, видя в этой машине будущее компании. После отставки звезда Zocha поднималась всё выше и выше. Всякий раз, когда случалось что-то связанное с Корветом, Аркус Дунтов был там. Член Зала славы Drag Racing, Chevrolet Legends of Performance и Зала автомобильной славы, он принял участие в презентации миллионного Corvette в Боулинг-Грин в 1992 году. В 1994 году он сел за рычаги бульдозера на церемонии закладки фундамента Национального музея Corvette. За шесть недель до своей смерти Аркус Дунтов был приглашённым докладчиком на форуме «Корвет: Празднование американской мечты», который состоялся в выставочных залах Jack Cauley Chevrolet Detroit. Там были Дэйв Маклеллан и его преемник на посту главного инженера Corvette Дейв Хилл, но, бесспорно, Захарий Аркус Дунтов, — как говорят американцы, — «украл это шоу!»

## Смерть
Захарий Аркус Дунтов умер в Детройте 21 апреля в 1996 году. Его прах был захоронен в Национальном музее Корвета. Обозреватель Пулитцеровской премии Джордж Уилл писал в своём некрологе, что «если … вы не оплакиваете его кончину, вы не хороший американец».

## Почести и награды
- Рекорд на Пайкс-пик, 1955[3]
- Рекорд летающей мили Daytona, 1956[3]
- SEMA Зал Славы, 1972[4]
- Автомобильный Зал Славы, 1991[5][6][7]
- Музей гонок по дрэг-рейсингу имени Дона Гарлица - Международный зал славы дрэг-рейсинга, 1994[8]
- Зал Славы интернационального музея Corvette
- Выставка Захария Аркуса Дунтова, Центр Александра Солженицына и Русской Эмиграции, Москва, Май-Июнь 2012